# NGC 5474
 NGC 5474 là một thiên hà lùn đặc biệt trong chòm sao Đại Hùng. Nó là một trong một số thiên hà đồng hành của Thiên hà Pinwheel (M101), một thiên hà xoắn ốc hoàn mỹ. Trong số những người bạn đồng hành của Thiên hà Pinwheel, thiên hà này là gần nhất với chính Thiên hà Pinwheel. Sự tương tác hấp dẫn giữa NGC 5474 và Thiên hà Pinwheel đã làm biến dạng mạnh mẽ trước đây. Kết quả là đĩa được bù tương đối so với nhân. Sự hình thành sao trong thiên hà này (như được phát hiện bởi sự phát xạ vạch phổ hydro) cũng được bù đắp từ hạt nhân. NGC 5474 cho thấy một số dấu hiệu của cấu trúc xoắn ốc. Do đó, thiên hà này thường được phân loại là thiên hà xoắn ốc lùn, một nhóm thiên hà lùn tương đối hiếm.